# Jindřich Veselý
Jindřich Veselý (15. července 1885 Bavorov – 19. září 1939 České Budějovice) český pedagog, loutkářský badatel, publicista, autor loutkových her. První prezident Mezinárodní loutkářské organizace UNIMA, předseda "Loutkářského soustředění" při Masarykově lidověvýchovném ústavu, ředitel Zátkova státního reálného gymnázia v Českých Budějovicích.

## Život a dílo
Jindřich Veselý vyučoval na Zátkově státním reálném gymnáziu v Českých Budějovicích, kde pak působil v letech 1935–1939 jako ředitel Přispěl zakladatelskou měrou k poznání českého loutkářského umění, organizoval výzkum, výstavy a loutkářská setkání. Spoluzakládal Český svaz přátel loutkového divadla a od roku 1912 pro něj redigoval a vlastním nákladem v Chocni vydával časopis Loutkář, nejstarší loutkářské periodikum na světě, které vychází dodnes. Za přispění Jindřicha Veselého byla v roce 1912 založena sériová výroba loutek pro rodinná loutková divadélka, známá pod názvem Alšovo loutkové divadlo. Výroby se ujal A. Münzberg.
Jindřich Veselý často navštěvoval představení lidových, profesionálních i amatérských loutkových divadel. Své poznatky z představení a ze setkání s loutkáři, publikoval často v časopise Loutkář. Usiloval nejen o rozvoj a modernizaci loutkového divadla, předávání zkušeností, ale i zachování národních kulturních tradic v loutkovém divadle.
Počátkem 20. století mělo loutkové divadlo v Čechách historii více než 200 let. Svou upřímnou snahou si Veselý získal důvěru pokračovatelů starých loutkářských rodů, kteří mu dávali k otištění či k opisu staré divadelní hry upravené pro loutková divadla, nejrůznější materiály z historie jejich divadel, fotodokumentaci a návody jak účelně některé věci předvádět na loutkovém scéně.
Veselý si velmi vážil práce lidových loutkářů z povolání. Uznával jejich zásluhy o položení základů loutkového divadla a šíření národní kultury napříč celou zemí. Historii některých loutkářských rodů, jejichž umění obdivoval, otiskl rovněž v časopise Loutkář. Například je v časopise podrobněji rozebrána historie rodů Kopeckých, Kaiserů, Nováků a Mejsnerů. V roce 1927 spolupracoval s Rudolfem Kaiserem a jeho rodinou při přípravě a přednesu loutkové hry Faust do rozhlasu. Při vysílání hry se úvodního slova ujal Jindřich Veselý. Samotnou hru přednesl Rudolf Kaiser s rodinou.
Svou osobností, přehledem v oboru loutkového umění, organizačními schopnostmi a jazykovým vybavením působil jako organizátor loutkářských výstav. Tyto výstavy neměly do té doby ve světě obdoby. Na loutkářské výstavě v květnu 1929, jejímž hlavním organizátorem byl Jindřich Veselý, se sešli delegáti z Belgie, Bulharska, Francie, Jugoslávie, Německa, Polska, Rakouska, Rumunska a Sovětského svazu. Během této výstavy, 20. května 1929, byla na podnět francouzského delegáta, vydavatele bibliofilských loutkářských tisků a maňáskáře Paul Jeanne, založena mezinárodní loutkářská organizace UNIMA. Jindřich Veselý byl zvolen jejím prvním úřadujícím prezidentem. Na IV. kongresu UNIMA v Lublani v roce 1933 se čeština stala třetím jednacím jazykem UNIMA (vedle francouzštiny a němčiny) a J. Veselý čestným prezidentem. Výkonným prezidentem se stal Josef Skupa a generálním sekretářem dr. Jan Malík.
V roce 1947 byl J. Veselý Masarykovým lidověvýchovným ústavem vyznamenán Za zásluhy o československé loutkářství in memoriam.  Jeho časopisy stále slouží ke studiu loutkového umění.

## Ocenění
- V roce 1933 se za zásluhy stal čestným prezidentem Mezinárodní loutkářské organizace UNIMA
- V roce 1947 byl za zásluhy o československé loutkářství posmrtně vyznamenám diplomem uděleným Loutkářským soustředěním při Masarykově lidovýchovném ústavu[4]
- Od roku 2016 je české a slovenské loutkářství zapsáno na seznamu nehmotného dědictví UNESCO. Dr. Jindřich Veselý se jako první významně podílel na zdokumentování tradic a vývoje českého i slovenské loutkového divadla.

## Galerie

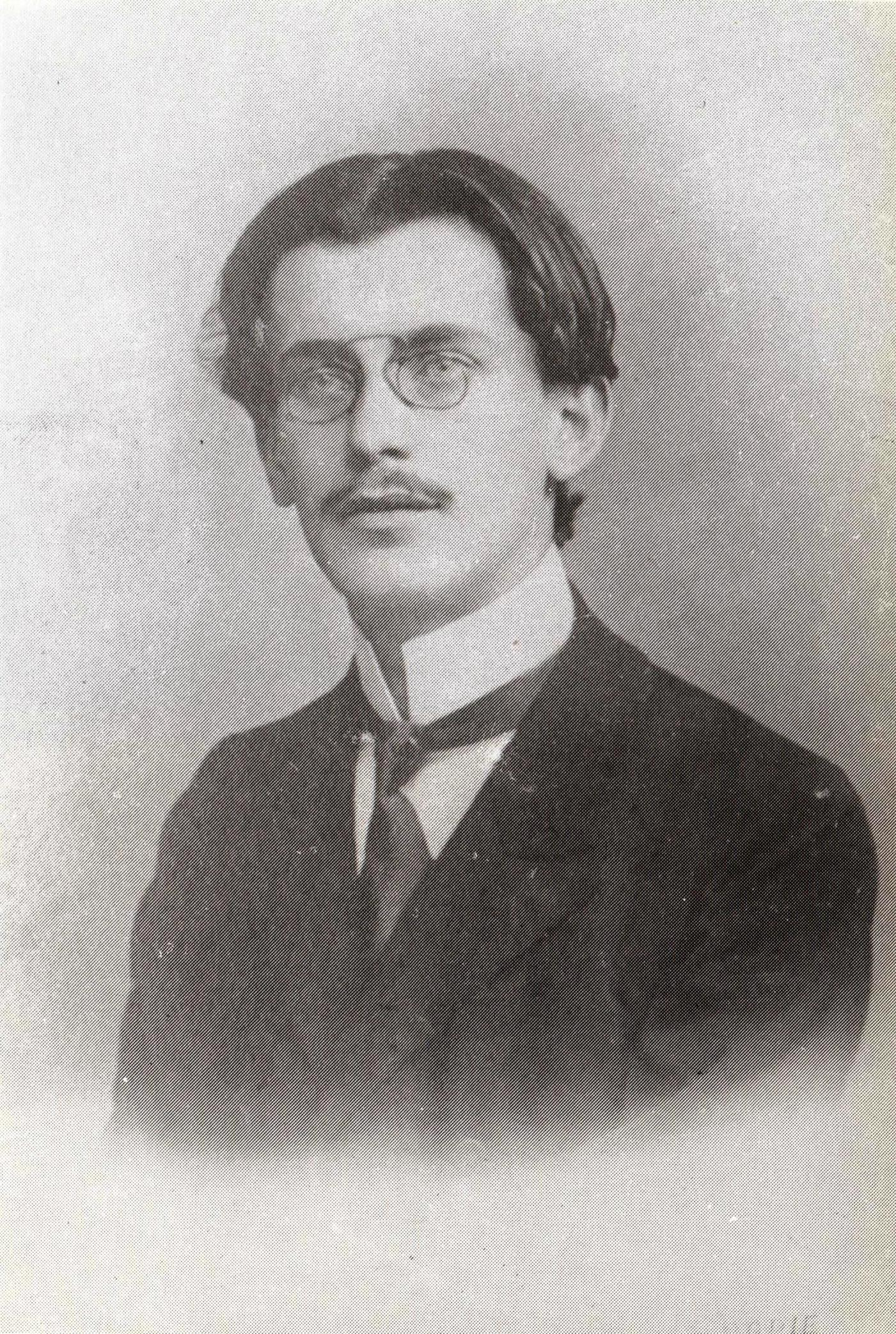
Jindřich Veselý jako student (kolem roku 1905).
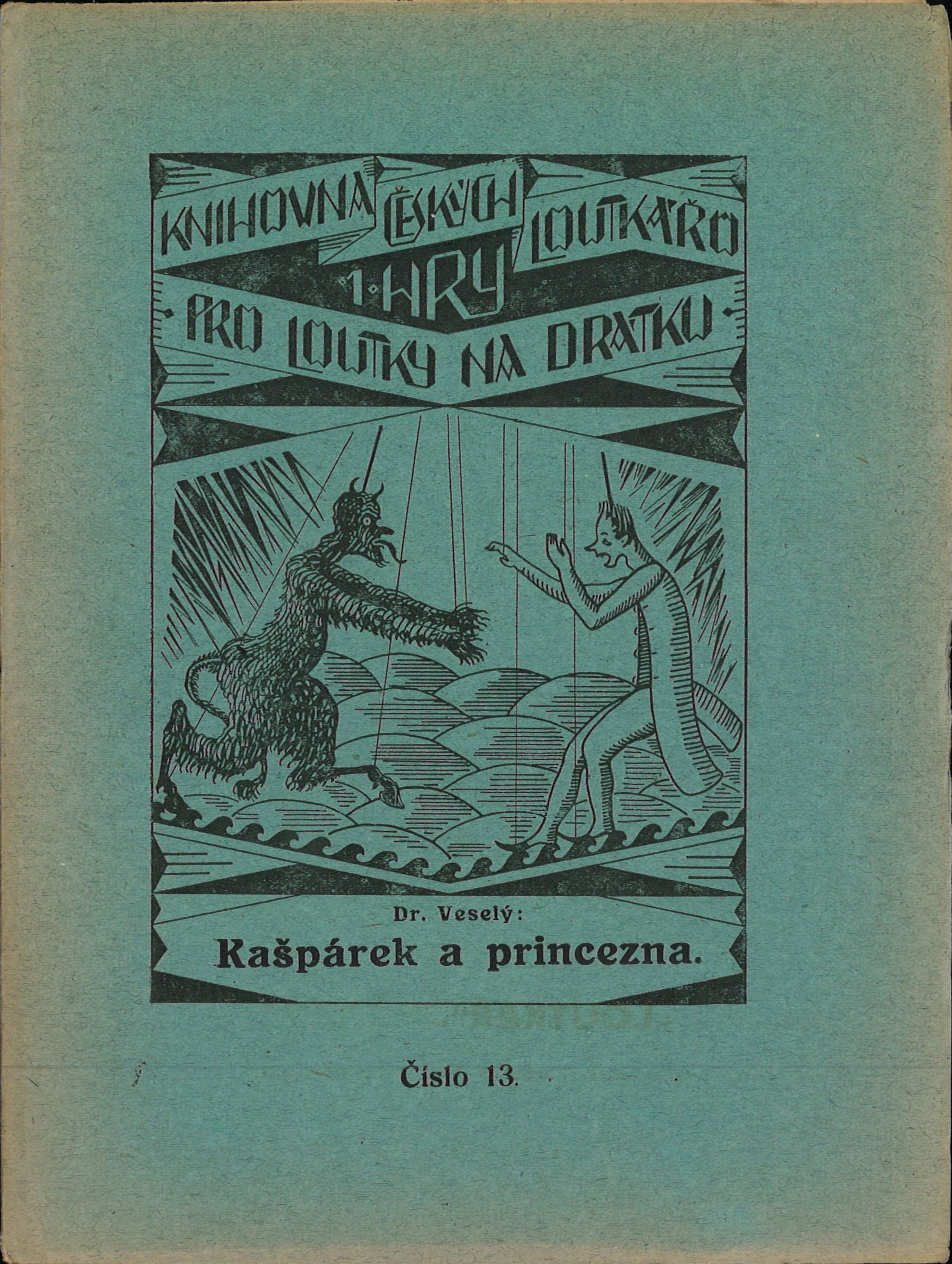
Obálka loutkové hry, přepsané Veselým a vydané jeho tiskárnou v Chocni (1920??).
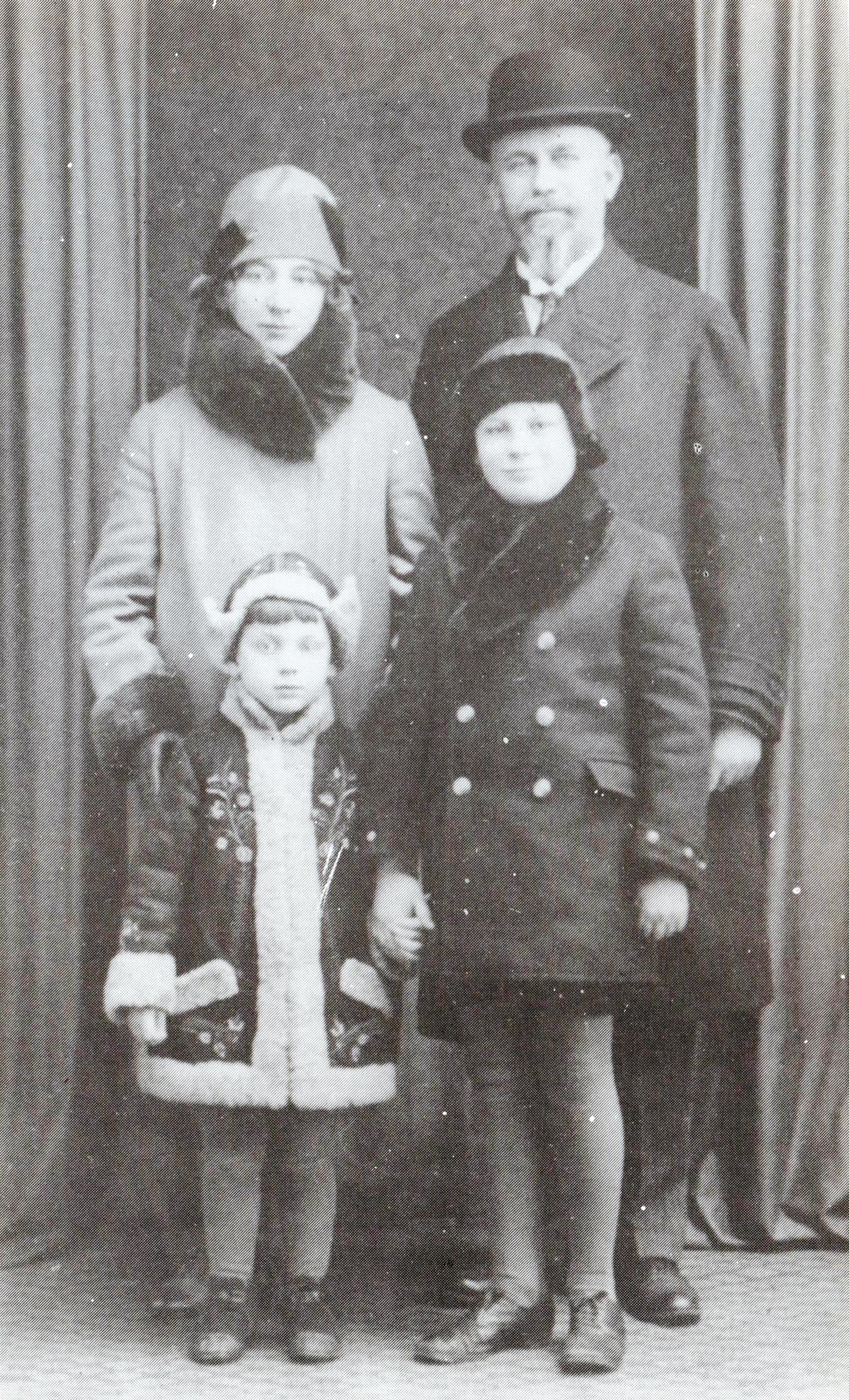
Jindřich Veselý s rodinou: manželka Blažena, dcera Blažena a syn Jindřich (asi 1930).
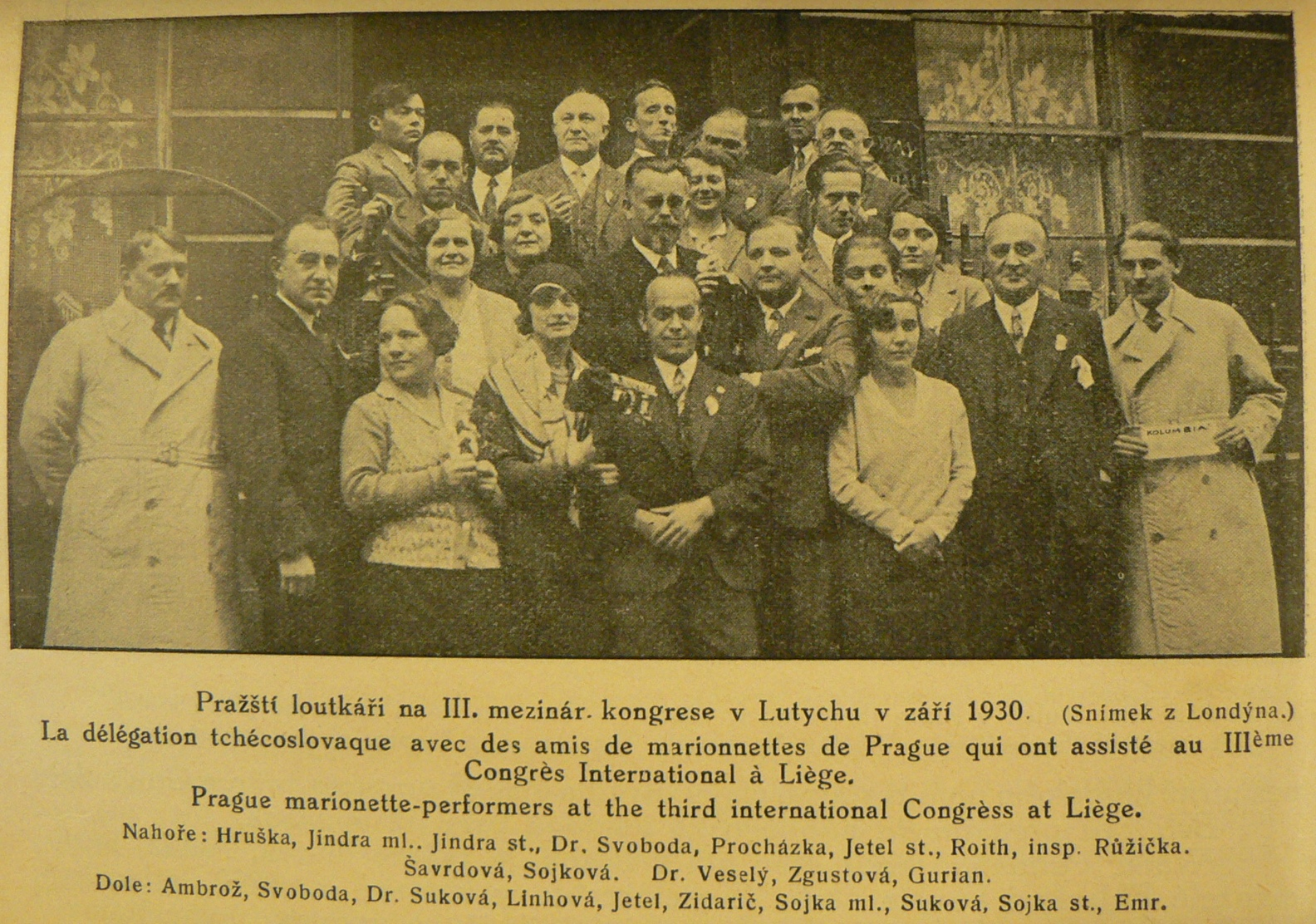
Jindřich Veselý (uprostřed) jako vedoucí české delegace na III. Kongresu UNIMA v Liège (1930).